# Anja Krause
Anja Krause (* 31. Januar 1977 in Berlin) ist eine ehemalige deutsche Volleyballspielerin.

## Karriere
Anja Krause begann mit dem Volleyball in ihrer Heimatstadt beim Juniorinnen-Team des VC Olympia Berlin. Anschließend spielte sie beim USC Münster in der Ersten Bundesliga und wurde hier 1997 Deutsche Meisterin sowie 1997 und 2000 DVV-Pokalsiegerin. Später spielte sie in Italien bei Vicenza Volley, bei den Roten Raben Vilsbiburg, beim niederländischen Spitzenclub Longa 59 Lichtenvoorde und zuletzt von 2006 bis 2009 beim VfB 91 Suhl, mit dem sie 2008 erneut den DVV-Pokal gewann. Die Zuspielerin war von 1999 bis 2009 fast ununterbrochen in den Ranglisten des Deutschen Volleyballs vertreten. Anja Krause spielte auch 48-mal in der deutschen Nationalmannschaft.